# Kirit
Kirit je redek svinčev in uranov mineral s kemijsko formulo
Pb3+x(H2O)2[(UO2)4+x(OH)3-x]2, x~0,5. Kirit je sekundarni mineral, ki nastane s preperavanjem uraninita. Odkrili so ga leta 1921 in ga imenovali po francoskemu fiziku Pierru Curieju (1859-1906), ki je poznan po raziskavah radioaktivnosti.
V Sloveniji se kot eden od mineralov v gumitu pojavlja na Polhovcu ter Valterskem in Žirovskem vrhu.